# The Everly Brothers Sing
The Everly Brothers Sing, album utgivet 1967 av The Everly Brothers. The Everly Brothers Sing var duons sextonde LP och den trettonde på skivbolaget Warner Brothers och det producerades av Dick Glasser.

## Låtlista
Singelplacering i Billboard inom parentes.

### Sid A
1. "Bowling Green" (Terry Slater) – 2:50 (#40)
2. "A Voice Within" (Terry Slater) – 2:23
3. "I Don't Want to Love You" (Don Everly/Phil Everly) – 2:48
4. "It's All Over" (Don Everly) – 2:23
5. "Deliver Me" (Danny Moore) – 2:35
6. "Talking to the Flower" (Terry Slater) – 2:57

### Sid B
1. "Mary Jane" (Terry Slater) – 3:01
2. "I'm Finding It Rough" (Patrick Campbell-Lyons/Chris Thomas) – 2:47
3. "Do You" (Terry Slater) – 2:47
4. "Somebody Help Me" (Jackie Edwards) – 2:01
5. "A Whiter Shade of Pale" (Gary Brooker/Keith Reid) – 4:55
6. "Mercy, Mercy, Mercy" (Joe Zawinul) – 2:28